# Katarzyna Figura
Katarzyna (Kasia) Figura (Warschau, 22 maart 1962) is een Pools actrice en voormalig sekssymbool.

## Biografie
Figura studeerde in 1985 af aan de Staatstheateracademie (Państwowa Wyższa Szkoła Teatralna) in Warschau en vervolgde haar studie aan het Parijse Conservatoire d'Art Dramatique. In het midden van de jaren tachtig, nog voor haar voltooiing van de toneelschool, speelde zij reeds in diverse bijrollen, waaronder in de film Bez końca (Eindeloos) van de Poolse filmregisseur en scenarist Krzysztof Kieślowski. Ook speelde zij in de periode 1985-1988 in het Teatr Współczesny (hedendaags theater) in Warschau.
Figura wordt beschouwd als een van de bekendste en populairste actrices in de hedendaagse Poolse filmindustrie. In het verleden werd ze meestal gecast als rondborstig naïef blondje, of lichtekooi. In 2016 veranderde ze haar imago radicaal door rollen van serieuzere personages te vertolken. Ook keerde zij na lange afwezigheid terug naar het theater.
Figura is twee keer getrouwd en heeft drie kinderen: een zoon en twee dochters.

## Filmografie (selectie)
- Mysz (1979)
- Bez końca (1984)
- Rośliny trujące (1985)
- Pierścień i róża (1986)
- Pociąg do Hollywood (1987)
- Prêt-à-porter (1994)
- Prostytutki (1997)
- Ajlawju (1999)
- Ubu Król (2003)
- Żurek (2003)
- Aria Diva (2007)
- Rezydencja (2011)
- Podejrzani zakochani (2013)
- Panie Dulskie (2015)

## Prijzen en nominaties
Adelaar (filmprijs) (Orła):

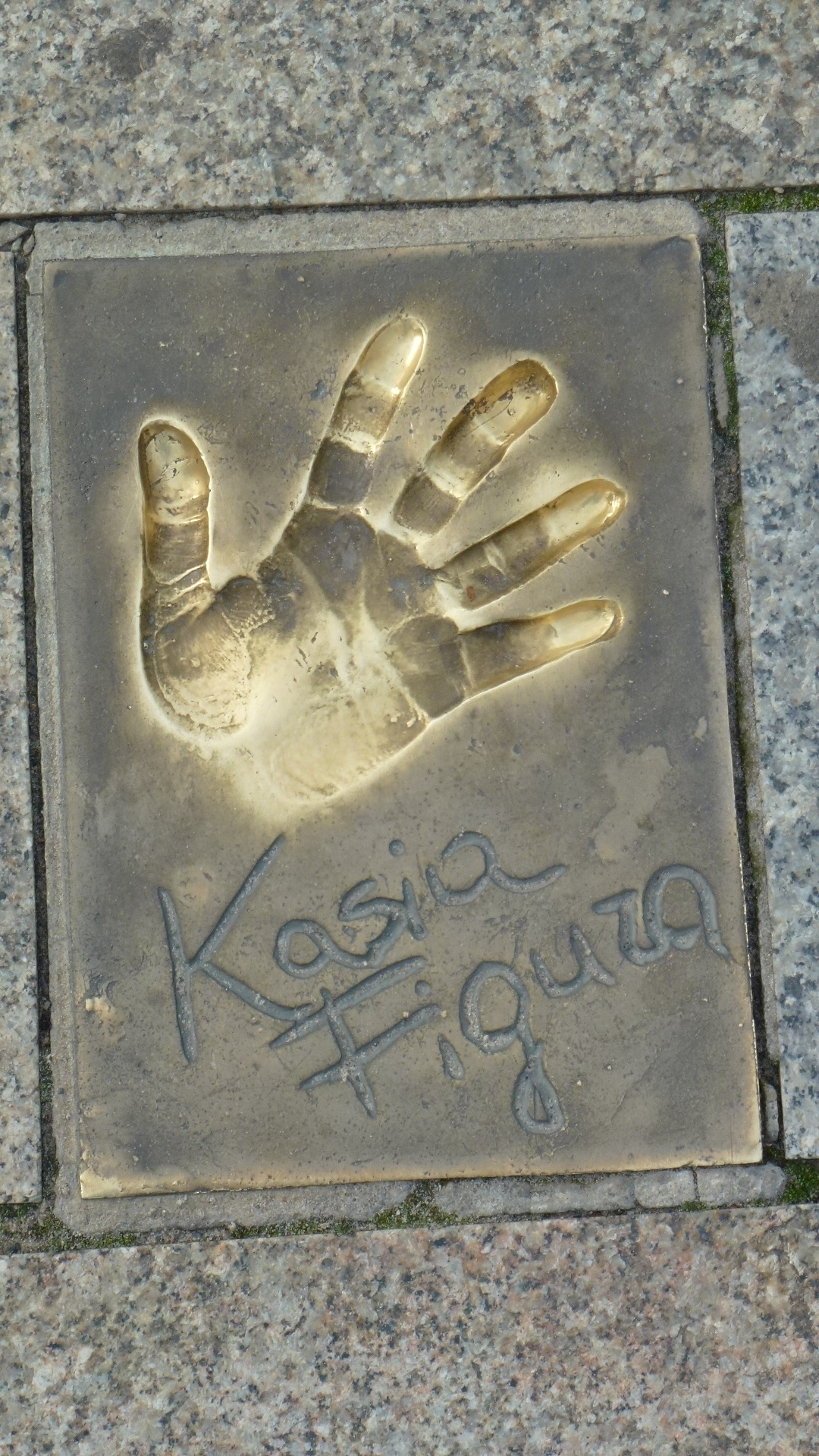
Handafdruk op de "Sterrenpromenade" in Międzyzdroje

- 2004 - Genomineerd "Beste actrice" voor de film Ubu Król
- 2003 - Adelaar "Beste actrice" voor de film Żurek
- 2002 - Genomineerd "Beste actrice" voor de film Zemsta
- 2001 - Genomineerd "Beste bijrol" voor de film Zakochani

"Gouden Eend" (Złota Kaczka):
- populairste actrice, uitgereikt door de lezers van het maandblad Film (1988 en 1998)

## Erotische fotoreportage
Figura poseerde in 1984, 1997 en 2008 voor de Poolse editie van Playboy.

## Trivia
- In de uitzending van Van A naar B van 30 december 2016 stapte Figura in de taxi van Katja Schuurman.[2]